# Primelephas
Primelephas je vyhynulý rod prehistorického chobotnatce, který žil v pozdním miocénu a pliocénu před přibližně 7,4-4 miliony let v Africe. Jméno tohoto druhu znamená v latině „první slon“ a bylo vybráno proto, že je Primalephas přímým předkem mamutů a dnešních slonů. V té době už i vypadal jako dnešní slon. Jenom stále ještě měl dva kly i na spodní čelisti a redukované třenové zuby, které u jeho potomků vymizely úplně.
Když se v pliocénu objevil druh Primelephas gomphoteroides, došlo k rozdělení druhu do tří odlišných typů slonů, z kterých se později vyvinuly tři nejznámější druhy slonů: mamuti (Mammuthus), slon indický (Elephas) a slon africký (Loxodonta). Prvním takto vzniklým druhem odvozeným od rodu Primelephas se stal Elephas ekorensis.